# ダグラス・エワート
ダグラス・エワート（Douglas Ewart、1946年9月13日 - ）は、ジャマイカのキングストン出身のマルチ楽器奏者であり、楽器製作者でもある。ソプラニーノ・サクソフォーン、アルト・サクソフォーン、クラリネット、バスーン、フルート、竹笛（尺八、ナーイ、パンパイプ）、ディジュリドゥ、そしてラスタファリアン・ハンド・ドラム（ニャビンギ、リピーター、ベース）を演奏する。
エワートは1963年6月にアメリカ合衆国（シカゴ）へ移住し、1967年にAssociation for the Advancement of Creative Musicians（AACM）に加盟して、ジョセフ・ジャーマンとロスコー・ミッチェルに師事した。1979年から1986年まで同団体の会長を務めた。
J. D. パラン、ムハル・リチャード・エイブラムス、アート・アンサンブル・オブ・シカゴ、アンソニー・ブラクストン、アルヴィン・カラン、アンソニー・デイヴィス、ロバート・ディック、ヴォン・フリーマン、ジョセフ・ジャーマン、アミナ・クローディン・マイアーズ、ロスコー・ミッチェル、ジェイムス・ニュートン、ルーファス・リード、ワダダ・レオ・スミス、セシル・テイラー、リチャード・タイテルバウム、ヘンリー・スレッギル、ハミッド・ドレイク、ドン・バイロン、マラキ・フェイヴァーズ・マゴーストット、ジョージ・ルイスといったアーティストたちと共演またはレコーディングを行っている。
1992年、エワートはカナダ人アーティスト、スタン・ダグラスと共同でビデオ・インスタレーション「Hors-champs」を制作し、ドイツのカッセルで開催されたドクメンタ9にて展示された。このインスタレーションでは、エワートがミュージシャンのジョージ・ルイス、ケント・カーター、オリヴァー・ジョンソンと共に、アルバート・アイラーの「Spirits Rejoice」を即興で演奏している。
1990年よりミネソタ州ミネアポリスに在住。彼の父親であるトムはクリケットの審判を務めていた。

## ディスコグラフィ

### リーダー・アルバム
- Jila Save! Mon - The Imaginary Suite (1979年、Black Saint) ※with ジョージ・ルイス
- Red Hills (1983年、Aarawak)
- Bamboo Forest (1990年、Aarawak)
- Bamboo Meditations At Banff (1994年、Aarawak)
- Angles of Entrance (1998年、Aarawak)
- Newbeings (2001年、Aarawak)
- Songs Of Sunlife - Inside The Didjeridu (2003年、Innova)
- Velvet Fire: Dedicated to Baba Fred Anderson (2009年、Aarawak)
- Velvet Drum Meditations (2010年、Aarawak)
- Beneath Detroit- The Creative Arts Collective Concerts At The Detroit Institute Of Arts 1979-1992 (2010年、Geodesic) ※with スペンサー・ベアフィールド、タニ・タバル
- Voice Prints (2013年、Meta Records) ※with ユセフ・ラティーフ、ロスコー・ミッチェル、アダム・ルドルフ
- Sonic Communion (2015年、The Bridge Sessions) ※with ジャン＝リュック・カッポッツォ、ジョエル・レアンドル、ベルナール・サンタクルス、マイケル・ゼラン

### 参加アルバム
ムハル・リチャード・エイブラムス
- Lifea Blinec (1978年、Arista/Novus)

アンソニー・ブラクストン
- For Trio (1978年、Arista)

チコ・フリーマン
- 『モーニング・プレイヤー』 - Morning Prayer (1976年、Whynot)

デニス・ゴンザレス
- Namesake (1987年、Silkheart)

ジョージ・ルイス
- Shadowgraph (1978年、Black Saint)
- Homage to Charles Parker (1979年、Black Saint)
- Chicago Slow Dance (1981年、Lovely Music)

ロスコー・ミッチェル
- L-R-G / The Maze / S II Examples (1978年、Nessa)
- Sketches from Bamboo (1979年、Moers Music)

ワダダ・レオ・スミス
- Budding of a Rose (1979年、Moers Music)

ヘンリー・スレッギル
- X-75 Volume 1 (1979年、Arista/Novus)